# Paradise (filme)
Paradise é um filme estadunidense de 1991, do gênero drama, escrito e dirigido por Mary Agnes Donoghue. É uma refilmagem do filme francês Le grand chemin, de Jean-Loup Hubert. A trilha sonora original é composta por David Newman.
Melanie Griffith e Don Johnson (na época casados) interpretam Lily e Ben Reed, um jovem casal dilacerado por uma tragédia familiar. Seria necessário um milagre para reacender seu amor e um milagre chega na forma de um convidado de verão - Willard Young, papel de Elijah Wood, Thora Birch interpreta sua amiga Billie Pike.

## Sinopse
Willard Young é um garoto de dez anos que é enviado por sua mãe até a casa de sua melhor amiga, Lily Reed, que vive em uma pequena cidade chamada Paradise. Lily e seu marido, Ben, estão vivendo um período difícil desde que o filho do casal de três anos morreu. Pouco tempo depois, Willie faz novos amigos no lugar, incluindo Billie Pike, uma garota de nove anos que ensina o garoto a ficar confortável consigo mesmo. Quando Willard consegue lidar com suas próprias emoções, ele finalmente está pronto para ajudar Lily e Ben a redescobrirem o que despertou o amor entre ambos.

## Elenco
- Melanie Griffith .... Lily Reed
- Don Johnson .... Ben Reed
- Elijah Wood .... Willard Young
- Thora Birch .... Billie Pike
- Sheila McCarthy .... Sally Pike
- Eve Gordon .... Rosemary Young
- Louise Latham .... Catherine Reston Lee
- Greg Travis .... Earl McCoy
- Sarah Trigger .... Darlene
- Richard K. Olsen .... Ministro
- Rick Andosca .... Ernest Parkett
- Anthony Romano .... menino popular (Clay)
- Timothy Erskine .... amigo de Darlene
- Chestley Price .... motorista de ônibus
- Dave Hager .... bartender
- John R. Copeman .... homem pescando
- Jeff Jeffcoat .... Eddie (o atendente)
- Scott Hubacek .... motorista do ônibus
- Melanie van Betten .... Marliss
- Jason Robert Somrak .... vizinho difícil
- William Thomas Crumby .... Lou
- Carl McIntyre .... pai de Willard
- Eric Vest .... DJ
- Max Kleven .... coreógrafo

## Recepção
Paradise recebeu críticas mistas a negativas dos críticos, uma vez que detém uma classificação de 36% no Rotten Tomatoes. O público entrevistado pela CinemaScore deu ao filme uma nota média de "A-" em uma escala de A+ a F.